# Takuya Miyamoto
Takuya Miyamoto (宮本 卓也 Miyamoto Takuya?, nacido el 8 de julio de 1983 en Hiroshima - 1 de mayo de 2022) fue un futbolista japonés. Jugaba de defensa y su último club fue el Avispa Fukuoka de Japón.

## Trayectoria

### Clubes
| Club              | País  | Año         |
| ----------------- | ----- | ----------- |
| Cerezo Osaka      | Japón | 2006 - 2007 |
| Montedio Yamagata | Japón | 2008 - 2012 |
| Avispa Fukuoka    | Japón | 2013        |

## Estadística de carrera

### J. League
| Club              | Año   | J. League | J. League | Copa J. League | Copa J. League | Total | Total |
| Club              | Año   | Part.     | Goles     | Part.          | Goles          | Part. | Goles |
| ----------------- | ----- | --------- | --------- | -------------- | -------------- | ----- | ----- |
| Cerezo Osaka      | 2006  | 15        | 0         | 0              | 0              | 15    | 0     |
| Cerezo Osaka      | 2007  | 28        | 0         | -              | -              | 28    | 0     |
| Montedio Yamagata | 2008  | 40        | 0         | -              | -              | 40    | 0     |
| Montedio Yamagata | 2009  | 32        | 0         | 5              | 0              | 37    | 0     |
| Montedio Yamagata | 2010  | 26        | 0         | 5              | 0              | 31    | 0     |
| Montedio Yamagata | 2011  | 28        | 1         | 2              | 0              | 30    | 1     |
| Montedio Yamagata | 2012  | 16        | 0         | -              | -              | 16    | 0     |
| Avispa Fukuoka    | 2013  | 22        | 0         | -              | -              | 22    | 0     |
| Total             | Total | 207       | 1         | 12             | 0              | 219   | 1     |

## Muerte
Pocos días después de anunciarse que dirigiría al plantel sub-15 del V-Varen Nagasaki, el club notificó que Miyamoto falleció en un accidente a la edad de 38 años.